# قائمة الهجمات الصاروخية الفلسطينية على إسرائيل 2010
فيما يلي قائمة بهجمات الصواريخ وقذائف الهاون على إسرائيل في عام 2010 من قطاع غزة.
بحسب التقرير السنوي لجهاز الشاباك، فقد نفّذ الفلسطينيون 150 عملية إطلاق صاروخية و 215 عملية إطلاق هاون باتجاه إسرائيل خلال العام. وهذا يمثل انخفاضًا في نوعية الهجمات مقارنة بعام 2009، حيث تم إطلاق 569 صاروخًا و 289 إطلاقًا لقذائف الهاون.
وذكر التقرير أن إيران نجحت في تهريب 1000 قذيفة هاون ومئات الصواريخ قصيرة المدى إلى قطاع غزة على مدار العام. وحذر الجهاز الأمني أيضا من أن صحراء سيناء تتحول إلى "ساحة خلفية" لحماس لعمليات وتخزين الأسلحة. شهد عام 2010 حالتين فريدتين لإطلاق حماس صواريخ من سيناء على مدينة إيلات الساحلية جنوب إسرائيل.

## حوادث بارزة
في 18 مارس، قُتل العامل التايلاندي ماني سينغموينغفون بصاروخ قسام فلسطيني أطلق على دفيئة في نتيف هاسارا. وأعلنت كل من جماعة أنصار السنة الموالية للقاعدة وكتائب شهداء الأقصى الجناح العسكري لحركة فتح التي يتزعمها الرئيس الفلسطيني محمود عباس مسؤوليتهما عن الهجوم.
في 30 يوليو، أصاب صاروخ غراد من حماس حيا سكنيا في قلب مدينة عسقلان الساحلية الإسرائيلية. لم يصب أحد بجروح جسدية، لكن ثمانية أشخاص أصيبوا بالصدمة وتعرضت المباني السكنية المحيطة لأضرار.
في 2 أغسطس، أطلق نشطاء حماس في مصر سبعة صواريخ غراد إيرانية الصنع على منتجع مدينة إيلات في أقصى جنوب إسرائيل. أصابت صواريخ طلقات نارية مدينة العقبة الأردنية، ما أسفر عن مقتل شخص وإصابة عدد آخر.
في 20 أكتوبر، وقع انفجار عرضي في موقع للتدريب على صواريخ القسام تابع لحماس في حي تل السلطان المكتظ بكثافة في رفح جنوب قطاع غزة. وأصيب 13 شخصا بشظايا متطايرة، بينهم خمسة أطفال وثلاث سيدات.

## ملخص
يُلخّص هذا الجدول محتوى المقالة أدناه.
| الشهر   | إطلاق الصواريخ | إطلاق الصواريخ | تأثير الصواريخ | تأثير الصواريخ | رد إسرائيل | رد إسرائيل |
|         | الصواريخ       | قذائف الهاون   | القتلى         | الجرحى         | الشهداء    | الجرحى     |
| ------- | -------------- | -------------- | -------------- | -------------- | ---------- | ---------- |
| يناير   | 13             | 28             |                |                | 4          | 8          |
| فبراير  | 5              | 5              |                |                |            |            |
| مارس    | 35             | 6              | 1              |                |            |            |
| أبريل   | 5              | 18             |                |                |            | 5          |
| مايو    | 14             | 7              |                |                |            |            |
| يونيو   | 14             | 17             |                |                | 3          |            |
| يوليو   | 13             | 10             |                |                | 1          | 9          |
| أغسطس   | 14             | 17             | 1              | 3              |            |            |
| سبتمبر  | 16             | 23             |                |                | 7          | 2          |
| أكتوبر  | 3              | 20             |                |                | 2          | 4          |
| نوفمبر  | 5              | 28             |                |                |            | 1          |
| ديسمبر  | 15             | 38             |                | 2              |            | 2          |
| المجموع | 152            | 217            | 2              | 5              | 17         | 31         |

## يناير
بحسب الملخص الشهري للشاباك فقد أطلق الفلسطينيون في قطاع غزة 13 صاروخا و 28 قذيفة هاون باتجاه إسرائيل في 26 هجوما منفصلا. وهذا يمثل زيادة عن شهر ديسمبر 2009، الذي شهد إطلاق 9 صواريخ و 3 قذائف هاون في 11 هجوماً منفصلاً.
1 يناير
أُطلقت قذيفتا هاون باتجاه إسرائيل من شمال قطاع غزة. وسقطت إحدى القذائف في منطقة مكشوفة داخل حدود مجلس سدوت النقب الإقليمي، فيما سقطت الأخرى داخل قطاع غزة بالقرب من معبر كرم أبو سالم الحدودي. وأعلنت لجان المقاومة الشعبية مسؤوليتها عن الهجمات، مصرّحة أنها أطلقت ما مجموعه خمس قذائف هاون. ولم ترد أنباء عن وقوع إصابات أو أضرار. ولم يُصدر نظام تنبيه اللون الأحمر صوتًا.
5 يناير
في ساعات الظهيرة، سقط صاروخ قسام أطلق من قطاع غزة على المجلس الإقليمي إشكول. ولم ترد أنباء عن وقوع إصابات أو أضرار. ردا على ذلك، نفذت إسرائيل غارة جوية خلال ساعة على نفقين في قطاع غزة.
6 يناير
يُزعم أن النشطاء في جنوب قطاع غزة كانوا يستعدون لشن هجوم صاروخي على إسرائيل عندما أصيبوا في غارة جوية إسرائيلية. وقتل ناشط وأصيب ثلاثة. وقيل إنهم ينتمون إلى لجان المقاومة الشعبية.
7 يناير
تم إطلاق ما لا يقل عن عشر قذائف هاون من قطاع غزة، في حوادث منفصلة بدأت حوالي الساعة 7:45 صباحًا. سقطت سبع قذائف في مناطق مفتوحة في جنوب إسرائيل، وسقط معظمها بين معبر كرم أبو سالم الحدودي وتجمع في مجلس إشكول الإقليمي. وسقطت ثلاث قذائف داخل قطاع غزة. لم يصب أحد ولم ترد أنباء عن أضرار. بعد إطلاق النار مباشرة، طُلب من سكان كيبوتس كرم أبو سالم الدخول إلى منطقة محصنة حيث مكثوا حوالي نصف ساعة. وأعلنت لجان المقاومة الشعبية مسؤوليتها عن الهجوم، قائلة إنه جاء انتقاما لغارة جوية إسرائيلية قبل عدة أيام أسفرت عن مقتل اثنين من مقاتلي الجماعة. وردت وزارة الدفاع الإسرائيلية بإغلاق معبر كرم أبو سالم الحدودي حتى إشعار آخر، مما أدى إلى تأخير الشاحنات المتجهة من إسرائيل إلى قطاع غزة.
أطلق نشطاء في قطاع غزة صاروخا مضادا للدبابات على جنود إسرائيليين بالقرب من الحدود. ورد الجنود بإطلاق النار على مصدر الهجوم. ولم ترد أنباء عن وقوع إصابات.
سقط صاروخ كاتيوشا أُطلق من قطاع غزة في منطقة مفتوحة جنوب مدينة عسقلان. ولم ترد أنباء عن وقوع إصابات أو أضرار. إلا أن القذيفة أطلقت صفارات الإنذار في جميع أنحاء المنطقة، مما تسبب في حالة من الذعر بين السكان. رد سلاح الجو الإسرائيلي بقصف أربعة أهداف في قطاع غزة في وقت لاحق من تلك الليلة، بما في ذلك عدة أنفاق في الجزء الجنوبي من القطاع، ونفق قال الجيش إنه كان يهدف إلى تسلل النشطاء إلى إسرائيل، ومنشأة لتصنيع الأسلحة. وقال فلسطينيون إن ثلاثة رجال قتلوا وأصيب اثنان في الضربات.
8 يناير
في ساعات المساء، تم إطلاق صاورخي قسام من قطاع غزة وسقطا في مناطق مفتوحة داخل المجلس الإقليمي شاعر هنيغف. تم إطلاق نظام الإنذار باللون الأحمر في سديروت القريبة وفي مجتمعات أخرى. ولم يبلغ عن وقوع إصابات أو أضرار.
9 يناير
في ساعة مبكرة من فجر اليوم، أطلقت قذيفة هاون من قطاع غزة وسقطت في منطقة مفتوحة داخل مجلس إشكول الإقليمي. ولم يبلغ عن وقوع إصابات أو أضرار.
10 يناير
حوالي الساعة 4:20 مساءً، أطلق فلسطينيون أربع قذائف هاون على بلدة جنوبي عسقلان. وسقطت جميع القذائف داخل قطاع غزة. ولم يبلغ عن وقوع إصابات أو أضرار 
في المساء، كان نشطاء في قطاع غزة يستعدون لإطلاق صواريخ على إسرائيل عندما أصيبوا بصاروخ جو - أرض تابع لسلاح الجو الإسرائيلي. استشهد ثلاثة نشطاء بارزين في حركة الجهاد الإسلامي الفلسطينية وأصيب خمسة نشطاء. والشهداء الثلاثة هم عوض أبو نصير (25 سنة) القائد الميداني للجهاد الاسلامي وحسن القطراوي (22 سنة) وحذيفة الهمص (23 سنة).
20 يناير
وفقا لتحديث الصباح على الموقع الإلكتروني للجيش الإسرائيلي باللغة العبرية، أطلق صاروخ قسام باتجاه إسرائيل خلال الليل وانفجر في مجلس إشكول الإقليمي. ولم يبلغ عن وقوع إصابات أو أضرار.

## فبراير
بحسب الملخص الشهري للشاباك، فقد أطلق الفلسطينيون في قطاع غزة 5 صواريخ و 5 قذائف هاون باتجاه إسرائيل في 9 هجمات منفصلة.
2 فبراير
انفجر صاروخ قسام أطلق من قطاع غزة في منطقة مكشوفة في المجلس الإقليمي أشكول. انطلق نظام الإنذار باللون الأحمر في عدد من البلدات المجاورة. ولم يبلغ عن وقوع إصابات أو أضرار. وردت إسرائيل على الهجوم وعلى حادث منفصل بالبراميل المتفجرة بضربات جوية على نفق لتهريب الأسلحة أسفل محور صلاح الدين بقطاع غزة.
3 فبراير
انفجر صاروخ قسام أطلق من قطاع غزة بالقرب من السياج الحدودي على أرض زراعية في مجلس شاعر هنيغف الإقليمي قرب سديروت. ولم يبلغ عن وقوع إصابات أو أضرار.
7 فبراير
انفجر صاروخ قسام من قطاع غزة في منطقة مفتوحة قرب سديروت. انطلق نظام التحذير باللون الأحمر في المناطق المحيطة. ولم يبلغ عن وقوع إصابات أو أضرار.
12 فبراير
سقط صاروخ قسام من قطاع غزة في منطقة مفتوحة بين المجلس الإقليمي شاعر هنيغف والمجلس الإقليمي لساحل عسقلان. ولم يبلغ عن وقوع إصابات أو أضرار.

## مارس
بحسب الملخص الشهري للشاباك، أطلق الفلسطينيون في قطاع غزة 35 صاروخا و 6 قذائف هاون باتجاه إسرائيل في 30 هجوما منفصلا.
11 مارس
أصاب صاروخ أُطلق من شمال قطاع غزة ورشة مهجورة في كيبوتس نيريم في مجلس إشكول الإقليمي، على بعد عدة أمتار من منازل السكان. وألحق الصاروخ أضرارا بالمبنى لكنه لم يسفر عن وقوع إصابات. أعلنت جماعة أنصار السنة، وهي منظمة فلسطينية محسوبة على تنظيم القاعدة، مسؤوليتها عن الهجوم. وردا على ذلك، شنّت إسرائيل في اليوم التالي غارة جوية على معمل أسلحة ونفق لتهريب الأسلحة في قطاع غزة، مما أدى إلى إصابة عدد من الأشخاص.
في وقت لاحق من اليوم نفسه، تم إطلاق صاروخين آخرين من قطاع غزة على إسرائيل، لكنهما سقطا داخل قطاع غزة بالقرب من السياج الحدودي.
13 مارس
في ساعات المساء، سقط صاروخ أطلق من قطاع غزة في منطقة مكشوفة داخل مجلس إشكول الإقليمي.
16 مارس
أطلقت قذيفتا هاون من قطاع غزة على إسرائيل، لكنهما أخطأتا الهدف المقصود وسقطتا داخل قطاع غزة. ولم يبلغ عن وقوع إصابات أو أضرار. وسُمع دوي انفجارات في منطقة شاعر هنيغف.
17 مارس
في ساعات المساء، انفجر صاروخ قسام أطلق من قطاع غزة في منطقة مفتوحة بين سديروت وكيبوتس تابع لمجلس شاعر هنيغف الإقليمي. عانى شخصان من الصدمة وعولجوا من قبل طاقم طوارئ نجمة داود الحمراء. تم تفعيل نظام الإنذار باللون الأحمر في سديروت قبل الانفجار.
18 مارس
أصاب صاروخ قسام أطلق حوالي الساعة 1 فجرا منطقة مفتوحة شمال سديروت. ولم يبلغ عن وقوع إصابات أو أضرار. انطلق نظام الإنذار باللون الأحمر في سديروت.
سقط صاروخ قسام أطلق من قطاع غزة على دفيئة في نتيف هاسارا، وهي تجمع زراعي تعاوني في المجلس الإقليمي حوف عسقلان. قُتل ماني سينغموينغفون، عامل زراعي تايلاندي يبلغ من العمر 33 عامًا، في الانفجار، وأصيب 50 عاملاً تايلانديًا إضافيًا بالصدمة. وأعلنت جماعة أنصار السنة الموالية للقاعدة، مسؤوليتها عن الهجوم، واصفة إياه بأنه رد على تهويد إسرائيل للأماكن الإسلامية المقدسة. وأعلنت كتائب شهداء الأقصى الجناح العسكري لحركة فتح التي يتزعمها الرئيس الفلسطيني محمود عباس مسؤوليتها بشكل مستقل في وقت لاحق. وقالت حركة المقاومة الإسلامية (حماس)، السلطة الحاكمة الفعلية في غزة، إن "حكومة العدو الصهيوني تحملت المسؤولية عن الهجوم. (انظر فيديو أسوشيتد برس للهجوم)
وأطلق الصاروخ بعد نصف ساعة من دخول الممثلة السامية للاتحاد الأوروبي للشؤون الخارجية، كاثرين أشتون، إلى قطاع غزة في زيارة. وقد أدانت الهجوم أشتون والمملكة المتحدة والأمين العام للأمم المتحدة بان كي مون. وأدانت الولايات المتحدة وروسيا الهجوم أيضا في بيان للجنة الرباعية للشرق الأوسط. قالت هيومن رايتس ووتش إن حماس تتحمل مسؤولية وقف إطلاق الصواريخ العشوائي على إسرائيل.
وقال رئيس المجلس الإقليمي لساحل عسقلان، يائير فارجون، "على المجتمع الدولي أن يستيقظ. لقد خرجنا من غزة فماذا يريد الفلسطينيون الآن؟ كل هذه الحوادث تحدث .. لأن الفلسطينيين يريدون خروج كل اليهود من هذه الأرض ويسعون لتدمير إسرائيل ". وقال نائب وزير الخارجية الإسرائيلي داني أيالون إن الهجمات جاءت نتيجة تحريض حماس على العنف ونتيجة طبيعية لتقرير غولدستون، مضيفا أن إسرائيل ما زالت تسعى لتحقيق السلام لكنها ستواصل الدفاع عن مواطنيها.
ردت إسرائيل على الهجوم بشن غارات جوية على ستة أهداف في قطاع غزة: ثلاثة أنفاق لتهريب الأسلحة على الحدود المصرية، ومنشأة لإنتاج الأسلحة ونفقان للتسلل إلى إسرائيل لتنفيذ هجمات. وبحسب ما ورد أصيب فلسطينيان في الغارات. كما أرسلت إسرائيل رسالة شكوى إلى الأمين العام للأمم المتحدة بان كي مون ومجلس الأمن التابع للأمم المتحدة لم يكن هناك تقرير عن أي رد.
19 مارس
سقط صاروخ قسام أطلق من قطاع غزة في منطقة شاعر هنيغف. ولم يبلغ عن وقوع إصابات أو أضرار. وردت إسرائيل على الهجوم بشن غارات جوية على منشأة تابعة لحماس في جنوب قطاع غزة وعلى نفقين لتهريب الأسلحة تحت الحدود بين غزة ومصر. وقال فلسطينيون إن 14 شخصا أصيبوا في الغارة الثانية.
20 مارس
تم إطلاق أربعة صواريخ قسام من قطاع غزة، مما تسبب إصدار إنذار اللون الأحمر عدة مرات وإجبار السكان في جنوب إسرائيل على الاحتماء في غرف آمنة. سقط الصاروخ الأول في منطقة مكشوفة في المجلس الإقليمي حوف عسقلان. وبعد الضربة بقليل، سقط صاروخ ثان في منطقة مكشوفة بالقرب من سديروت، ففعّل إنذار اللون الأحمر في منطقة سديروت وفي منطقة عسقلان. سقوط صاروخ ثالث داخل قطاع غزة بالقرب من كيسوفيم. في ساعات المساء، سقط صاروخ رابع في منطقة مكشوفة في مجلس شاعر هنيغف الإقليمي. ولم ترد أنباء عن وقوع إصابات أو أضرار في أي من الهجمات.
21 مارس
في المساء، أطلق صاروخ قسام من شمال قطاع غزة على حقل مفتوح في كيبوتس جنوب عسقلان، في المجلس الإقليمي حوف عسقلان. ولم يبلغ عن وقوع إصابات أو أضرار. وقال نائب رئيس بلدية عسقلان شلومو كوهين "نشهد تدهورا حيث تقترب الصواريخ أكثر فأكثر من عسقلان. هذا فقط يؤكد مخاوفنا ومطالبنا بتحصين المؤسسات التعليمية".
وسقط صاروخ ثان أطلق في ساعات المساء داخل قطاع غزة.
ردت إسرائيل على الهجمات بشن غارة جوية على نفق جنوب قطاع غزة. ولم ترد أنباء عن وقوع إصابات.
22 مارس
تم إطلاق صاروخين من صواريخ القسام باتجاه إسرائيل. انفجر أحد الصواريخ في منطقة مفتوحة ظهرًا، وبعد عدة ساعات سقط صاروخ آخر داخل قطاع غزة بالقرب من حاجز بيت حانون. ردت إسرائيل على الهجوم والهجمات في الأيام السابقة بشن غارة جوية على منشأة لتخزين الأسلحة في مدينة غزة في تلك الليلة. وقال فلسطينيون إن أربعة مدنيين أصيبوا بجروح طفيفة من شظايا.
23 مارس
انفجر صاروخ قسام أطلق من شمال قطاع غزة بالقرب من موقف للسيارات في قلب منطقة مأهولة بالسكان في المجلس الإقليمي حوف عسقلان. ولم يبلغ عن وقوع إصابات أو أضرار. ردت إسرائيل على الهجوم وعلى الهجمات الأخرى في الأيام الأخيرة بشن غارة جوية على مستودع أسلحة في شمال قطاع غزة في تلك الليلة. ولم ترد أنباء عن وقوع إصابات.
26 مارس
أُطلق صاروخ من قطاع غزة على إسرائيل، بحسب الجيش الإسرائيلي. ولم يبلغ عن وقوع إصابات أو أضرار.
27 مارس
في ساعات الصباح، تم إطلاق صاروخي قسام باتجاه إسرائيل. الأول سقط داخل قطاع غزة. والثاني، أُطلق من شمال قطاع غزة، وسقط بالقرب من كيبوتس في المجلس الإقليمي شاعر هنيغف. تم تفعيل إنذار اللون الأحمر في المنطقة قبل وقت قصير من انفجار الصاروخ. ولم يبلغ عن وقوع إصابات أو أضرار.
29 مارس
سقط صاروخ قسام أُطلق من قطاع غزة في منطقة مفتوحة داخل المجلس الإقليمي أشكول عشية عيد الفصح. لم يتم الإبلاغ عن إصابات أو أضرار، ولم يصدر صوت إنذار اللون الأحمر. ولم ترد إسرائيل على الفور على الهجوم.

## أبريل
بحسب الشاباك، فقد أطلق فلسطينيون في قطاع غزة 18 قذيفة هاون و 5 صواريخ على إسرائيل في 15 هجوما منفصلا.
1 أبريل
سقط صاروخ قسام أطلق من قطاع غزة ليلاً في منطقة مكشوفة في منطقة حوف عسقلان بالقرب من عسقلان، مما تسبب في وقوع أضرار دون وقوع إصابات. وردت إسرائيل بشن غارات جوية على أربعة أهداف في قطاع غزة تستخدم كمواقع لتخزين الأسلحة وتصنيعها. وشمل ذلك نقطة حراسة للجناح العسكري لحركة حماس في منطقة مكشوفة بالقرب من خان يونس، ومسبك معادن في النصيرات، ومنشأة في حي الصبرة بمدينة غزة حددها الفلسطينيون على أنها "مصنع دلول للأجبان"، ومستودع قريب. وأفاد مسؤول فلسطيني أن خمسة أشخاص بينهم ثلاثة أطفال أصيبوا بجروح طفيفة.
3 أبريل
سقطت بعد ظهر اليوم قذيفة هاون أطلقت من شمال قطاع غزة في منطقة مكشوفة بالقرب من بلدة إسرائيلية في مجلس شاعر هنيغف الإقليمي. ولم يبلغ عن وقوع إصابات أو أضرار. وأعلنت الجبهة الشعبية لتحرير فلسطين مسؤوليتها عن الهجوم، وقالت إنه تم "رداً على الجرائم الصهيونية".
4 أبريل
في وقت متأخر من المساء، أُطلق صاروخ قسام من قطاع غزة على منطقة مفتوحة في المجلس الإقليمي شاعر هنيغف. ولم يبلغ عن وقوع إصابات أو أضرار. جاء الحريق بعد عدة ساعات من سماح إسرائيل لشاحنات محملة بالبضائع بالدخول إلى القطاع.
7 أبريل
أُطلقت ست قذائف هاون من شمال قطاع غزة باتجاه منطقة إشكول في إسرائيل، لكنها سقطت كلها داخل قطاع غزة. أصابت إحدى قذائف الهاون منزلا في بيت حانون، مما أدى إلى إرسال شظايا متطايرة وإشعال حريق صغير بداخله. وأصيب ستة فلسطينيين أحدهم في حالة خطرة. جاء الهجوم بعد يومين من إعلان حركة الجهاد الإسلامي في غزة أنها ستتوقف عن إطلاق الصواريخ على إسرائيل، وبعد عدة أيام من إعلان حماس أنها ستحاول تقليص الهجمات.
8 أبريل
أطلق نشطاء في قطاع غزة النار على جنود إسرائيليين على الجانب الإسرائيلي من السياج الحدودي بالقرب من كيبوتس كيسوفيم، وأطلقوا عليهم ما لا يقل عن ثلاث قذائف هاون وقذيفتي آر بي جي مضاد للدبابات. كان الجنود يقومون بدورية روتينية. ولم ترد أنباء عن وقوع إصابات.
12 أبريل
في يوم ذكرى المحرقة، أطلق مسلحون فلسطينيون صاروخين على إسرائيل من قطاع غزة. سقط أحدهما في منطقة شاعر هنيغف والآخر بالقرب من السياج الحدودي مع غزة. ولم يبلغ عن وقوع إصابات أو أضرار. لم يصدر صوت إنذار اللون الأحمر.
15 أبريل
سقط صاروخ قسام أطلقه مسلحون في قطاع غزة ليلاً على منطقة مفتوحة في مجلس إشكول الإقليمي. ولم يبلغ عن وقوع إصابات أو أضرار.
22 أبريل
قبل الفجر، أُطلقت ثلاثة صواريخ من نوع غراد 122 ملم من شبه جزيرة سيناء في مصر على منتجع إيلات في أقصى جنوب إسرائيل. انفجر صاروخ في مدينة العقبة المجاورة في الأردن، ودمر مستودع ثلاجة فارغ. سقط الصاروخان الآخران في البحر الأحمر. ولم ترد أنباء عن وقوع إصابات. ولم تعلن أي جماعة مسؤوليتها عن الهجوم، لكن تقرر فيما بعد أن حماس كانت وراء الهجوم.

## مايو
بحسب الملخص الشهري للشاباك، فقد أطلق الفلسطينيون في قطاع غزة 14 صاروخا و 7 قذائف هاون على إسرائيل في 17 هجوما منفصلا.
8 مايو
انفجر صاروخ قسام من شمال قطاع غزة جنوب مدينة عسقلان في منطقة مكشوفة في المجلس الإقليمي لساحل عسقلان. انطلق إنذار اللون الأحمر في العديد من المجتمعات المجاورة. ولم يبلغ عن وقوع إصابات أو أضرار. وردت إسرائيل في اليوم التالي بشن غارات جوية على هدفين في قطاع غزة. ولم ترد أنباء عن وقوع إصابات.
19 مايو
في ساعات المساء، في نهاية عطلة عيد الأسابيع، سقط صاروخ قسام أطلق من قطاع غزة بالقرب من عسقلان، وأصاب منطقة مفتوحة في المجلس الإقليمي أشكول. ولم يبلغ عن وقوع إصابات أو أضرار. وأعلنت جماعة أنصار السنة مسؤوليتها عن الهجوم. وردت إسرائيل بشن غارات جوية على ثلاثة أنفاق حدودية في قطاع غزة، أحدها في الشمال واثنان في الجنوب. ولم ترد أنباء عن وقوع إصابات.
25 مايو
أطلقت قذيفتا هاون من قطاع غزة باتجاه منطقة نتيف هعسرة قرب عسقلان. وأطلقت قذيفتا هاون إضافيتان ليلاً باتجاه إسرائيل، انفجرت إحداهما في منطقة شاعر هنيغف والأخرى داخل قطاع غزة. ولم ترد أنباء عن وقوع إصابات أو أضرار في أي من الهجمات، ولم يصدر صوت إنذار اللون الأحمر. وردت إسرائيل في وقت لاحق من تلك الليلة بشن غارات جوية على نفقين حدوديين في قطاع غزة، أحدهما في الشمال والآخر في الجنوب. وقال الجيش الإسرائيلي إن الأنفاق كانت معدة لتنفيذ هجمات داخل إسرائيل.
26 مايو
في وقت متأخر من المساء، انفجر صاروخ قسام باتجاه إسرائيل في منطقة مفتوحة في المجلس الإقليمي لساحل عسقلان. انطلق إنذار اللون الأحمر في مجتمع مجاور. في وقت لاحق من مساء اليوم، أطلقت قذيفتا هاون باتجاه إسرائيل لكنهما سقطتا داخل قطاع غزة المجاور لمجلس إشكول الإقليمي. ولم ترد أنباء عن وقوع إصابات أو أضرار في أي من الحادثين.
28 مايو
بعد الساعة 12 صباحًا بقليل، انفجر صاروخان من طراز قسام من شمال قطاع غزة على طريق في المنطقة الصناعية شاعر هنيغف، بالقرب من مدينة سديروت. وأدى الانفجار إلى تحطم نوافذ مبنى مجاور، وألحقت شظايا من الانفجار أضرارا بشاحنة قريبة. ولم ترد أنباء عن وقوع إصابات. تم إصدار الإنذار باللون الأحمر في سديروت. ردت إسرائيل على الهجوم، وعلى محاولة منفصلة لمسلحين من غزة للتسلل إلى إسرائيل، بغارتين جويتين، إحداهما على منشأة لإنتاج الأسلحة في الشمال والأخرى على نفق حدودي في الجنوب. وقال الجيش الإسرائيلي إن النفق كان يهدف إلى تنفيذ هجمات داخل إسرائيل. ولم ترد أنباء عن وقوع إصابات.

## يونيو
بحسب الملخص الشهري للشاباك، فقد أطلق الفلسطينيون في قطاع غزة 14 صاروخا و 17 قذيفة هاون باتجاه إسرائيل في 22 هجوما منفصلا.
1 يونيو
انفجر خلال الليل صاروخ قسام وسط دفيئات في المجلس الإقليمي لساحل عسقلان مما أدى إلى إتلاف دفيئة. ولم ترد أنباء عن وقوع إصابات. لم يصدر صوت إنذار اللون الأحمر، لكن سمع دوي الانفجار في المنطقة.
في وقت لاحق من ذلك اليوم، أطلق ثلاثة نشطاء من حركة الجهاد الإسلامي في فلسطين صاروخين على جنوب إسرائيل، وسقطتا في مناطق مفتوحة ولم تتسبب في وقوع إصابات. وبحسب الجماعة، فقد قُتل مسلحوها بعد وقت قصير من الهجوم بغارة جوية إسرائيلية.
3 يونيو
حوالي الساعة 9 مساءً، انفجر صاروخان من طراز قسام في منطقة مفتوحة جنوب عسقلان. سقط صاروخ آخر في المجلس الإقليمي لساحل عسقلان بالقرب من كيبوتس. تسبب صاروخ رابع في إطلاق جرس الإنذار باللون الأحمر في سديروت، ويبدو أنه سقط في منطقة مفتوحة بالقرب من المدينة.
14 يونيو
حوالي الساعة 11:30 مساءً، انفجر صاروخ قسام في منطقة مكشوفة في مجلس إشكول الإقليمي. ولم يبلغ عن وقوع إصابات أو أضرار.
24 يونيو
أُطلقت ثماني قذائف هاون وصاروخ واحد باتجاه بلدات إسرائيلية. حوالي الساعة 1:30 بعد الظهر، انفجرت ثلاث قذائف هاون في مناطق مفتوحة في المجلس الإقليمي حوف عسقلان. حوالي الساعة 5:30 مساءً، أُطلقت ثلاث قذائف هاون إضافية من قطاع غزة لكنها سقطت على الجانب الفلسطيني من السياج الحدودي، في محيط حاجز بيت حانون. وفي وقت لاحق، انفجرت قذيفتا هاون أخريان جنوب أحد الكيبوتس في مجلس شاعر هنيغف الإقليمي. بعد ذلك بقليل، انفجر صاروخ قسام بالقرب من كيبوتس شمالي قطاع غزة. ولم ترد أنباء عن وقوع إصابات أو أضرار في أي من الهجمات. وردت إسرائيل بشن ثلاث غارات جوية في قطاع غزة استهدفت مخبأ أسلحة في الشمال ونفقين للتهريب في الجنوب.
28 يونيو
سقطت قذيفة هاون أُطلقت من شمال قطاع غزة بين كيبوتسات في مجلس شاعر هنيغيف الإقليمي، ولم تتسبب في وقوع إصابات أو أضرار. في وقت لاحق من اليوم، أطلق ناشط من الجبهة الشعبية لتحرير فلسطين قذائف هاون من شرق مدينة غزة على جنود إسرائيليين يعملون على الجانب الإسرائيلي من السياج الحدودي القريب، مما أدى إلى إلحاق أضرار بمركبة عسكرية ولكن دون وقوع إصابات. قُتل الرجل في مكان الحادث بنيران الطائرات الإسرائيلية.
30 يونيو
في حوالي الساعة الرابعة صباحًا، أصاب صاروخ قسام أُطلق من قطاع غزة مصنعًا للتعبئة والتغليف داخل مجتمع محلي في مجلس سدوت النقب الإقليمي، مما أدى إلى إلحاق أضرار جسيمة به. وردت إسرائيل بغارات جوية على عدة أهداف في قطاع غزة، بما في ذلك منشأة لتصنيع الأسلحة في الشمال ونفق تسلل في الجنوب. ولم ترد أنباء عن وقوع إصابات.

## يوليو
بحسب الشاباك، أطلق فلسطينيون في قطاع غزة 13 صاروخا و 10 قذائف هاون على إسرائيل في 17 هجوما منفصلا.
24 يوليو
أُطلقت أربعة صواريخ وقذيفتا هاون باتجاه إسرائيل. ولم ترد أنباء عن وقوع إصابات. وسقط أحد الصواريخ بالقرب من كيبوتس ناحال عوز في ساعات المساء، وهو من نوع غير معروف ويبدو أنه صنع خارج قطاع غزة. وفي اليوم نفسه، تم العثور على صاروخ خامس غير منفجر في كيبوتس في منطقة مجلس شاعر هنيغف الإقليمي. يُعتقد أن هذا الصاروخ قد تم إطلاقه في الليلة السابقة ووصل إلى إسرائيل دون تشغيل نظام الإنذار باللون الأحمر. وردت إسرائيل بعد يومين بشن غارات جوية على موقع لتصنيع الأسلحة في شمال قطاع غزة ونفقين لتهريب الأسلحة في الجنوب.
30 يوليو
بعد الساعة 8:30 صباحًا بقليل، انفجر صاروخ غراد أُطلق من بيت حانون في حي سكني في قلب مدينة عسقلان السياحية. أصيب ثمانية أشخاص بالصدمة. وتضرر طابقان فارغان من مبنى سكني وعدة سيارات ورصيف مجاور بينما تحطمت العديد من النوافذ. تم سماع نظام الإنذار باللون الأحمر في جميع أنحاء المدينة قبل هبوط الصاروخ مما يسمح للسكان بدخول المناطق المحمية. وحثت الشرطة السكان على البقاء في منازلهم خوفا من مزيد من الهجمات. أعرب رئيس بلدية عسقلان بيني فاكنين ولجنة الأهالي المحلية عن عدم استعدادهم لبدء العام الدراسي حتى يتم حماية الأطفال من الصواريخ ذات التحصينات. وأعلنت حماس مسؤوليتها عن الهجوم.
حوالي الساعة 12:30 ظهرًا، سقطت قذيفتا هاون إضافيتان على موقع تم الإبلاغ عنه بأشكال مختلفة مثل المجلس الإقليمي شاعر هنيغف أو مجلس إشكول الإقليمي.
وردت إسرائيل في تلك الليلة بغارات جوية على موقع لحماس في شمال قطاع غزة، ومستودع لتصنيع الأسلحة في وسط القطاع، ونفق لتهريب الأسلحة في الجنوب. أدّت الغارة الثانية، بالقرب من النصيرات، إلى استشهاد القائد العسكري البارز في حماس وصانع الصواريخ عيسى البطران، وأصابت تسعة آخرين. وتعهدت حماس بالانتقام لمقتل البطران.
31 يوليو
أصاب صاروخ قسام أُطلق من شمال قطاع غزة بشكل مباشر سطح دار حضانة للمعاقين خارج سديروت، في مجلس شاعر هنيغف الإقليمي. كان المبنى خاليا في ذلك الوقت ولم ترد أنباء عن وقوع إصابات، لكن معظم الطابق الثاني دُمّر. انطلقت صفارة الإنذار باللون الأحمر قبل الانفجار. ردت إسرائيل في تلك الليلة بغارات جوية على نفقين في غزة ونفق لتهريب الأسلحة تحت الحدود بين غزة ومصر ونفق أسفل الحدود بين غزة وإسرائيل. كما تقدمت إسرائيل بشكوى إلى الأمم المتحدة، تفيد بأن الهجمات الصاروخية على المدنيين والممتلكات المدنية تشكل جريمة حرب وجريمة ضد الإنسانية. وحتى أوائل أغسطس، لم ترد أنباء عن أي رد من الأمم المتحدة.

## أغسطس
بحسب الملخص الشهري للشاباك، أطلق الفلسطينيون في قطاع غزة 14 صاروخا و 17 قذيفة هاون باتجاه إسرائيل في 19 هجوما منفصلا.
2 اغسطس
أصابت سبعة صواريخ غراد إيرانية الصنع مدينة إيلات في أقصى جنوب إسرائيل، وكذلك مدينة العقبة المجاورة في الأردن والمناطق المحيطة بها. تم تحديد الصواريخ على أنها أطلقت من قبل نشطاء حماس العاملين في شبه جزيرة سيناء المجاورة في مصر. وفي العقبة قتل مواطن أردني وأصيب ثلاثة آخرون. ولم ترد أنباء عن وقوع إصابات أو أضرار في إيلات.
16 أغسطس
سقط صاروخان من صواريخ القسام اطلقا من شمال قطاع غزة في منطقة مفتوحة في المجلس الإقليمي إشكول. ولم يبلغ عن وقوع إصابات أو أضرار. وقع الهجوم بعد ساعتين من حادث حدودي حاول خلاله مسلحان فلسطينيان وضع قنبلة على طول السياج الحدودي بين إسرائيل وغزة، مما أدى إلى اشتباك قتل خلاله أحد نشطا حركة الجهاد الإسلامي، واصيب جندي إسرائيلي.
17 أغسطس
في الصباح، أطلق مسلحون من لجان المقاومة الشعبية قذيفتي هاون على جنود جيش الدفاع الإسرائيلي أثناء قيامهم بأعمال هندسية في مجلس إشكول الإقليمي، بالقرب من المنطقة التي وقعت فيها حادثة اليوم السابق على الحدود. وأصيب جنديان إسرائيليان بجروح طفيفة. ورد الجنود بإطلاق النار على مصدر الإطلاق، ولم يسفر عن وقوع إصابات أو أضرار. وردت إسرائيل بغارات جوية استهدفت ورشة أسلحة وثلاثة أنفاق تهريب في قطاع غزة. ولم ترد أنباء عن وقوع إصابات.
25 أغسطس
انفجرت قذيفة هاون من عيار 60 ملم أطلقت من شمال قطاع غزة في منطقة مفتوحة بالقرب من كيبوتس حدودي في مجلس شاعر هنيغف الإقليمي. ولم يبلغ عن وقوع إصابات أو أضرار. لم يصدر صوت إنذار اللون الأحمر.

## سبتمبر
بحسب الملخص الشهري للشاباك، أطلق الفلسطينيون في قطاع غزة 16 صاروخا و 23 قذيفة هاون باتجاه إسرائيل في 30 هجوما منفصلا.
4 سبتمبر
سقط صاروخ قسام أطلق من قطاع غزة في مدينة سديروت. ولم يبلغ عن وقوع إصابات أو أضرار. ردت إسرائيل على الهجوم بضربات جوية على ثلاثة أنفاق في قطاع غزة: نفقان للتهريب تحت الحدود مع مصر ونفق خطف تحت الحدود مع إسرائيل. وبحسب حماس، لقي شخصان مصرعهما في انهيار أحد الأنفاق.
6 سبتمبر
في ساعات الصباح، سقطت قذيفة هاون أُطلقت من قطاع غزة على المجلس الإقليمي إشكول. ولم يبلغ عن وقوع إصابات أو أضرار.
7 سبتمبر
قرابة الساعة الثانية فجرا، سقط صاروخ قسام أطلق من قطاع غزة على مدينة سديروت. ولم يبلغ عن وقوع إصابات أو أضرار. أطلق إنذار اللون الأحمر في سديروت والمجلس الإقليمي شاعر هنيغف.
8 سبتمبر
في الصباح، عشية رأس السنة اليهودية، سقطت قذيفة هاون أطلقت من قطاع غزة في كيبوتس في الجزء الجنوبي من مجلس شاعر هنيغيف الإقليمي. ولحقت أضرار طفيفة بأحد المباني، وهي روضة أطفال ذات سقف محصن ولكن بدون جدران محصنة. وقعت الغارة قبل 30 دقيقة من الموعد المقرر لوصول الأطفال، ولم تقع إصابات. استؤنفت الدراسة بشكل طبيعي.
9 سبتمبر
في اليوم الأول من السنة اليهودية الجديدة، سقط صاروخ قسام أطلق من قطاع غزة في منطقة مفتوحة في مجلس سدوت النقب الإقليمي. في ساعات المساء، سقط صاروخ قسام في منطقة مكشوفة في المجلس الإقليمي شاعر هنيغف. انطلق جرس الإنذار باللون الأحمر وسمع دوي انفجار في المنطقة. ولم ترد أنباء عن وقوع إصابات أو أضرار في أي من الهجمات. في تلك الليلة، ردت إسرائيل على هجمات اليوم واليوم السابق بضربات جوية على أربعة أهداف مرتبطة على الأقل في قطاع غزة، بما في ذلك مقر حماس في مدينة غزة ونفق تهريب في الجزء الجنوبي من القطاع. وأصيب عنصران من قوات حماس الأمنية.
10 سبتمبر
في صباح اليوم الثاني من رأس السنة اليهودية، انفجر صاروخ قسام أطلق من قطاع غزة في المجلس الإقليمي شاعر هنيغف. ولم يبلغ عن وقوع إصابات أو أضرار.
12 سبتمبر
في الصباح، سقط صاروخان أطلقا من قطاع غزة على مجلس شاعر هنيغيف الإقليمي، أحدهما في بستان كيبوتس والآخر في منطقة مفتوحة. ولم يبلغ عن وقوع إصابات أو أضرار. فشل إنذار اللون الأحمر في إصدار صوت. وأعلنت لجان المقاومة الشعبية مسؤوليتها، قائلة إن العملية جاءت ردا على الهجمات الإسرائيلية على المدنيين في غزة.
13 سبتمبر
في ساعات الصباح الباكر، انفجر صاروخان من طراز قسام أطلقا من قطاع غزة في منطقة مفتوحة في مجلس شاعر هنيغف الإقليمي. ولم يبلغ عن وقوع إصابات أو أضرار. انطلق إنذار اللون الأحمر في المنطقة. وجاء الهجوم في أعقاب حادث حدودي وقع في شمال قطاع غزة مساء اليوم السابق، قتل فيه فلسطيني كان قد رفع قاذفة صواريخ على يد جنود من جيش الدفاع الإسرائيلي إلى جانب مدنيين اثنين كانا يقفان بالقرب من مسافة قريبة.
15 سبتمبر
في حوالي الساعة 1 فجرا، تم إطلاق صاروخين من طراز قسام من قطاع غزة. انفجر صاروخ في منطقة مكشوفة داخل المنطقة الصناعية الجنوبية لعسقلان. الصاروخ الثاني لم يكن موجودا. لم يسمع صوت الإنذار باللون الأحمر، لكن سكان عسقلان سمعوا الانفجار. كانت هذه هي المرة الأولى منذ أكثر من شهر التي يطلق فيها مسلحون من غزة النار على المدينة الساحلية.
على مدار اليوم، سقطت تسع قذائف هاون أطلقت من قطاع غزة على مناطق مفتوحة في المجلس الإقليمي إشكول: سقطت اثنتان في الصباح الباكر، وأربع قذائف ظهرًا وثلاثا بعد الظهر. كانت اثنتان من قذائف الهاون قذائف فسفورية، لكن الشرطة قالت إنها لا تشكل خطرا أكبر من قذائف الهاون العادية. ولم ترد أنباء عن وقوع إصابات أو أضرار في أي من الهجمات التي جاءت بعد يوم من إصدار أحمد الجعبري، زعيم الجناح العسكري لحركة حماس، بيانا يتعهد فيخ بمواصلة مقاومة العدو الصهيوني، كما انتقد عرقلة محادثات السلام المتجددة مؤخرا، مشدداً على أن "العدو لا يحني رأسه إلا للسيف والرصاص ولا يندحر إلا بالنار والقتال".
وردت اسرائيل ظهر اليوم بغارة جوية على نفق جنوب قطاع غزة قرب رفح. وافادت مصادر فلسطينية ان شابا يبلغ من العمر 21 عاما كان في النفق استشهد وأصيب اثنان آخران. ردت إسرائيل مرة أخرى في تلك الليلة بغارات جوية على موقعين لتخزين الأسلحة في قطاع غزة، أحدهما في الشمال والآخر في الجنوب. ولم ترد أنباء عن وقوع إصابات. كما تقدمت الحكومة الإسرائيلية بشكوى إلى الأمم المتحدة بشأن قذائف الفوسفور.
20 سبتمبر
سقط صاروخ قسام أطلق من قطاع غزة ليلاً في منطقة مكشوفة داخل مجلس إشكول الإقليمي. ولم يبلغ عن وقوع إصابات أو أضرار.
21 سبتمبر
بعد ساعات قليلة من قيام رئيس الوزراء الإسرائيلي بنيامين نتنياهو بجولة في مدينتي عسقلان وسديروت اللتين ضربتهما الصواريخ، أطلق صاروخ قسام من قطاع غزة على إسرائيل. وسقط الصاروخ داخل قطاع غزة دون أن يتسبب في وقوع إصابات أو أضرار. لم يسمع صوت الإنذار باللون الأحمر، لكن الانفجار سمعه سكان كيبوتس إسرائيلي قريب في المجلس الإقليمي شاعر هنيغف.
24 سبتمبر
في حوالي السادسة من صباح اليوم الثاني من عيد العرش اليهودي، أطلق صاروخ قسام من شمال قطاع غزة باتجاه إسرائيل. وانفجر الصاروخ داخل قطاع غزة ولم يسفر عن وقوع إصابات أو أضرار. انطلق إنذار اللون الأحمر في إحدى المجتمعات في المجلس الإقليمي لساحل عسقلان.
27 سبتمبر
في حوالي الساعة 11:45 مساءً، استشهد ثلاثة من نشطاء الجهاد الإسلامي في فلسطين في غارة جوية بطائرة بدون طيار إسرائيلية بينما كانوا يستعدون لإطلاق صواريخ على إسرائيل. ووقع الحادث في موقع للمراقبة في البريج وسط قطاع غزة.

## أكتوبر
بحسب الملخص الشهري للشاباك، فقد أطلق الفلسطينيون في قطاع غزة 3 صواريخ و 20 قذيفة هاون باتجاه إسرائيل في 13 هجوماً منفصلاً.
2 أكتوبر
انفجرت قذيفة هاون أطلقت من قطاع غزة في المجلس الإقليمي إشكول. ولم يبلغ عن وقوع إصابات أو أضرار.
6 أكتوبر
أُطلق صاروخا قسام باتجاه إسرائيل من قطاع غزة. انفجرت إحداها في حقل مفتوح بالقرب من كيبوتس في مجلس إشكول الإقليمي. وسقطت الأخرى داخل قطاع غزة بالقرب من السياج الحدودي. ولم يبلغ عن وقوع إصابات أو أضرار. وردت إسرائيل بعد منتصف الليل بقليل بضربات جوية على معسكر تدريب تابع لحماس في مدينة غزة وموقع آخر غير محدد. وقالت مصادر فلسطينية إن أربعة أشخاص أصيبوا.
8 أكتوبر
اغتالت إسرائيل قائد كتائب القسام في الضفة الغربية نشأت الكرمي ومساعده مأمون النتشة، حيث قالت إسرائيل أنهما المسؤولان عن هجوم الضفة الغربية في أغسطس 2010.
9 أكتوبر
سقطت قذيفة هاون أطلقت من قطاع غزة على المجلس الإقليمي لساحل عسقلان. ولم يبلغ عن وقوع إصابات أو أضرار. وأعلنت لجان المقاومة الشعبية مسؤوليتها عن الهجوم وقالت إنها أطلقت النار على جنود إسرائيليين دخلوا بيت لاهيا في قطاع غزة. ولم يوضح البيان سبب سقوط قذيفة الهاون في إسرائيل.
14 أكتوبر
سقط صاروخ قسام أطلق من قطاع غزة في منطقة مفتوحة جنوب عسقلان، ولم يتسبب في وقوع إصابات أو أضرار، بحسب جيروزاليم بوست ونانا 10. في الوقت نفسه، أبلغ موقع (Ynet) الإخباريع ن دوي إنذار كاذب في عسقلان  على الرغم من أنه لم يكن واضحًا ما إذا كان هذا يشير إلى عدم وقوع هجوم صاروخي أو مجرد أن الهجوم لم يهدد عسقلان. ولم تبلغ وسائل الإعلام الأخرى والجيش الإسرائيلي عن هجوم صاروخي.
17 أكتوبر
كانت خلية تابعة لحماس في شمال قطاع غزة تستعد لإطلاق صواريخ على إسرائيل عندما تم استهدافها في غارة جوية إسرائيلية. واستشهد اثنان.
21 اكتوبر
انفجرت بعد ظهر اليوم قذيفة هاون أطلقت من قطاع غزة في منطقة مفتوحة في المجلس الإقليمي إشكول. ولم يبلغ عن وقوع إصابات أو أضرار.
24 أكتوبر
في ساعات المساء، أطلقت ثلاث قذائف هاون باتجاه إسرائيل من قطاع غزة. سقط أحدهما في منطقة مكشوفة في مجلس إشكول الإقليمي، وانفجر الاثنان الآخران داخل قطاع غزة. ولم يبلغ عن وقوع إصابات أو أضرار. وأعلنت حركة الجهاد الإسلامي مسؤوليتها عن الهجوم وقالت إنها أطلقت أربع قذائف هاون باتجاه قوة إسرائيلية تعمل في القرارة بقطاع غزة. ولم يتم الإبلاغ عن أي نشاط إسرائيلي فعلي في المنطقة في وسائل الإعلام أو من قبل الجيش الإسرائيلي.
25 أكتوبر
في وقت متأخر من فجر اليوم، أطلقت خمس قذائف هاون باتجاه إسرائيل من قطاع غزة. وسقطت قذيفتان في مناطق مفتوحة في مجلس إشكول الإقليمي، وسقطت الثلاثة الأخرى في مناطق مفتوحة داخل قطاع غزة. ولم يبلغ عن وقوع إصابات أو أضرار.
27 أكتوبر
انفجرت قذيفة هاون أطلقت من قطاع غزة في منطقة مفتوحة بالقرب من كيبوتس في المجلس الإقليمي شاعر هنيغف. ولم يبلغ عن وقوع إصابات أو أضرار.
28 أكتوبر
بعد الظهر، سقطت قذيفة هاون أطلقت من قطاع غزة في منطقة مكشوفة داخل مجلس إشكول الإقليمي. ولم يبلغ عن وقوع إصابات أو أضرار.
30 أكتوبر
سقطت قذيفتا هاون أطلقت من قطاع غزة على المجلس الإقليمي إشكول. ولم يبلغ عن وقوع إصابات أو أضرار.

## نوفمبر
بحسب الملخص الشهري للشاباك، أطلق الفلسطينيون في قطاع غزة 5 صواريخ و 28 قذيفة هاون على إسرائيل في 16 هجوماً منفصلاً.
6 نوفمبر
في ساعات الصباح، سقط صاروخ قسام أطلق من قطاع غزة على منطقة مفتوحة في مجلس سدوت النقب الإقليمي. ولم يبلغ عن وقوع إصابات أو أضرار. وأعلنت لجان المقاومة الشعبية مسؤوليتها عن الاعتداء. وردت إسرائيل بغارتين جويتين، إحداهما استهدفت أنفاق التهريب تحت الحدود بين غزة ومصر والأخرى على موقع في خان يونس. وقال فلسطينيون إن شخصا أصيب جراء كسر زجاج في الضربة الأولى.
9 نوفمبر
في وقت متأخر من فجر اليوم، أطلقت قذيفتا هاون باتجاه إسرائيل من قطاع غزة. سقط أحدهما في منطقة مكشوفة في مجلس إشكول الإقليمي، وسقط الآخر داخل القطاع. ولم يبلغ عن وقوع إصابات أو أضرار.
16 نوفمبر
في وقت مبكر من بعد الظهر، تم العثور على صاروخ قسام في حقل كيبوتس في مجلس سدوت النقب الإقليمي. يُعتقد أن الصاروخ أطلق أثناء الليل. ولم ترد أنباء عن وقوع إصابات، ولكن لحقت أضرار جسيمة.
18 نوفمبر
بعد الظهر، أطلقت ثلاث قذائف هاون من قطاع غزة على مناطق مفتوحة في المجلس الإقليمي إشكول. ولم يبلغ عن وقوع إصابات أو أضرار.
في المساء، سقط صاروخ قسام أطلق من وسط قطاع غزة على منطقة مفتوحة أيضا داخل مجلس إشكول الإقليمي. ولم يبلغ عن وقوع إصابات أو أضرار. ووقع الهجومان في نفس اليوم الذي أصدر فيه جيش الإسلام، وهو جماعة من غزة مرتبطة بالقاعدة، بيانا قال فيه إن "اليهود المعتدين" لن يكونوا في مأمن من الصواريخ والهجمات الأخرى حتى "يغادروا أرض فلسطين".
19 نوفمبر
سقط صاروخان فلسطينيان من طراز قسام في ساعات الليل في مجلس رحافيم الإقليمي. ولم يبلغ عن وقوع إصابات أو أضرار.
استمر التصعيد في الهجمات الصاروخية عندما انفجر في حوالي الساعة 3:15 فجراً صاروخ غراد أطلق من قطاع غزة بالقرب من حظيرة ماشية في مجلس مرحافيم الإقليمي، شمال أوفاكيم بقليل. وأصيبت ثلاث بقرات وأصيبت سقيفة بأضرار. ولم ترد أنباء عن إصابات بشرية.
قرابة الساعة 4:30 فجرا، سقط صاروخ قسام فلسطيني باتجاه مجلس شاعر هنيغف الإقليمي داخل قطاع غزة. ولم يبلغ عن وقوع إصابات أو أضرار.
بعد الظهر، سقطت ثلاث قذائف هاون فلسطينية في مناطق مفتوحة في مجلس إشكول الإقليمي. ولم يبلغ عن وقوع إصابات أو أضرار.
وبعد ساعة، سقطت أربع قذائف هاون من الفوسفور الأبيض في مناطق مفتوحة في المجلس الإقليمي لساحل عسقلان. ولم يبلغ عن وقوع إصابات أو أضرار. وأعلنت لجان المقاومة الشعبية مسؤوليتها، قائلة إن الهجوم جاء ردا على اغتيال الجيش الإسرائيلي لقائدين نشطاء من جيش الإسلام، في وقت سابق من ذلك الأسبوع.
ردت إسرائيل في ذلك المساء بغارات جوية على ثلاثة أهداف مرتبطة في قطاع غزة: مبنى مهجور في دير البلح وموقعين في خان يونس، أحدهما كان قاعدة تدريب لحركة الجهاد الإسلامي. وقال فلسطينيون إن ستة أشخاص أصيبوا في قصف دير البلح. وقبيل منتصف الليل، نفذت إسرائيل غارة جوية إضافية على نفق تهريب في الجزء الجنوبي من القطاع، دون وقوع إصابات. كما قدمت إسرائيل شكوى رسمية إلى الأمم المتحدة.
28 نوفمبر
انفجر صاروخ قسام من قطاع غزة في الجو في منطقة مجلس شاعر هنيغف الإقليمي. ولم يبلغ عن وقوع إصابات أو أضرار.

## ديسمبر
بحسب الملخص الشهري للشاباك، أطلق الفلسطينيون في قطاع غزة 15 صاروخا و 38 قذيفة هاون باتجاه إسرائيل في 30 هجوما منفصلا.
6 ديسمبر
بعد حلول الظلام، سقط صاروخ قسام أطلق من قطاع غزة في منطقة مكشوفة بالقرب من عسقلان في المجلس الإقليمي لساحل عسقلان. انطلق إنذار اللون الأحمر في المدينة وفي التجمعات المحيطة، وتم توجيه السكان لدخول الغرف المحصنة. ولم يبلغ عن وقوع إصابات أو أضرار. وأعلنت الجبهة الشعبية لتحرير فلسطين مسؤوليتها عن الهجوم، معلنة أن القذيفة تصادف ذكرى تأسيس الجبهة الشعبية لتحرير فلسطين وأن المنظمة ستستمر في معارضة "الاحتلال الإسرائيلي".
7 ديسمبر
انفجرت قذيفتا هاون أطلقت من قطاع غزة في منطقة مفتوحة في المجلس الإقليمي إشكول. ولم يبلغ عن وقوع إصابات أو أضرار. في تلك الليلة، ردت إسرائيل على الهجوم وعلى الهجوم الصاروخي في اليوم السابق بغارات جوية على مستودع أسلحة ونفق في جنوب قطاع غزة. ولم ترد أنباء عن وقوع إصابات.
8 ديسمبر
بعد الظهر، سقطت قذيفة هاون أطلقت من قطاع غزة في مجلس شاعر هنيغف الإقليمي، مما ألحق أضرارًا بمنزل في كيبوتس مجهول. ولم ترد أنباء عن وقوع إصابات.
حوالي الساعة 11 مساءً، أطلق فلسطينيون خمس قذائف هاون من شمال قطاع غزة على مجلس إشكول الإقليمي. بالقرب من كرم أبو سالم، أصيب رجل بجروح طفيفة في الجزء العلوي من جسده من إحدى قذائف الهاون. بعد أن تلقى العلاج من قبل قوات جيش الدفاع الإسرائيلي في مكان الحادث، نُقل جواً إلى مركز سوروكا الطبي. صدرت تعليمات للسكان المحليين بدخول المناطق المحصنة.
وردت إسرائيل خلال الليل بشن غارات جوية على منشأة أسلحة تابعة لحماس في وسط قطاع غزة وموقع تدريب تابع لحماس في الشرق ومبنى فارغ في المغراقة جنوب مدينة غزة. ولم ترد أنباء عن وقوع إصابات.
11 ديسمبر
أطلق فلسطينيون صاروخ قسام من قطاع غزة على حقل مفتوح بالقرب من كيبوتس في المجلس الإقليمي شاعر هنيغف. انطلق إنذار اللون الأحمر في المنطقة. ولم يبلغ عن وقوع إصابات أو أضرار.
18 ديسمبر
في شرق دير البلح وسط قطاع غزة، استشهد خمسة نشطاء من حركة الجهاد الإسلامي ولجان المقاومة الشعبية في غارة جوية إسرائيلية بينما كانوا يستعدون لإطلاق صواريخ على إسرائيل.
19 ديسمبر
أطلق فلسطينيون قذيفتي هاون من قطاع غزة على مجلس إشكول الإقليمي. ولم يبلغ عن وقوع إصابات أو أضرار.
في المساء، أطلق فلسطينيون قذيفتي هاون إضافيتين من قطاع غزة على المجلس الإقليمي لساحل عسقلان. ولم يبلغ عن وقوع إصابات أو أضرار.
وأعلنت لجان المقاومة الشعبية مسؤوليتها عن إطلاق قذائف الهاون على إسرائيل في ذلك اليوم، قائلة إنها أطلقت تسع قذائف على مجموعة من الدبابات بالقرب من كرم أبو سالم وقذيفتي هاون على موقع للجيش. وقالت الجماعة إن الهجوم جاء ردا على "جرائم إسرائيلية"، مستشهدة بضربة جوية ضد مقاتليها في اليوم السابق (انظر أعلاه). إضافة إلى ذلك، قالت الجبهة الديمقراطية لتحرير فلسطين أيضًا إنها أطلقت ثلاث قذائف هاون على قاعدة عسكرية إسرائيلية في ذلك اليوم ردًا على الضربة نفسها.
20 ديسمبر
أطلق فلسطينيون في قطاع غزة، بعد ظهر اليوم، سبع قذائف هاون على المجلس الإقليمي إشكول.
وبعد عدة ساعات، أطلق فلسطينيون قذيفتين أو ثلاث قذائف هاون إضافية على مناطق مفتوحة في مناطق غير محددة في إسرائيل. ولم ترد أنباء عن وقوع إصابات أو أضرار في أي من وابل.
وأعلنت لجان المقاومة الشعبية مسؤوليتها عن إطلاق قذائف الهاون في ذلك اليوم، قائلة إنها أطلقت عشر قذائف على موقع عسكري انتقاما للغارة الجوية الإسرائيلية في 18 ديسمبر (انظر أعلاه). ردت إسرائيل خلال الليل بضربات جوية على سبعة أهداف مزعومة في قطاع غزة، والتي وصفتها بالتفصيل على النحو التالي: ثلاثة أنفاق تديرها حماس في الشمال، ونفق إضافي تديره حماس، ونفق تهريب، ومنشأة لتصنيع الأسلحة في الجنوب. وبحسب فلسطينيين، فقد أصيب اثنان من نشطاء حماس، لكن دقة هذا التقرير لم تكن واضحة.
21 ديسمبر
حوالي الساعة الثامنة صباحا، أطلق فلسطينيون في قطاع غزة صاروخ قسام على كيبوتس زكيم في المجلس الإقليمي لساحل عسقلان. لم يصب أحد، لكن فتاة تبلغ من العمر 14 عامًا في مبنى مجاور أصيبت بجروح متوسطة في ساقها بسبب الزجاج المتطاير. عانى العديد من الأشخاص الآخرين من الصدمة. قال أحد الموظفين إنه لن يتم إجلاء الأطفال لأن روضة الأطفال كانت داخل ملجأ قنابل في البداية. وأعلن جيش الإسلام، مسؤوليته عن الهجوم. وقالت الجماعة إنها كانت ترد "على المجازر التي ارتكبها العدو الصهيوني"، مستشهدة بهجوم إسرائيلي أسفر عن مقتل ثلاثة من مقاتليها في الشهر السابق. وردت إسرائيل في ذلك المساء بغارة جوية على معسكر تدريب لحركة حماس في جنوب قطاع غزة. وأثارت الأحداث تكهنات مقلقة بشأن تصعيد وشيك للعنف. كما قدمت إسرائيل شكوى إلى مجلس الأمن التابع للأمم المتحدة. أدان مبعوث الأمم المتحدة للشرق الأوسط روبرت سيري "إطلاق الجماعات المسلحة قذائف الهاون والصواريخ العشوائية في غزة على إسرائيل والتي تصاعدت في الأيام الأخيرة"، مضيفًا أن "هذه الهجمات تشكل انتهاكًا واضحًا للقانون الإنساني الدولي وتعرض المدنيين في إسرائيل للخطر". وقال سري إن لإسرائيل الحق في الدفاع عن النفس لكنه حثها على "ممارسة أقصى درجات ضبط النفس واتخاذ كل الاحتياطات لضمان ألا تُعرّض قُوّاتها المدنيينَ للخطر في غزة".
24 ديسمبر
في الصباح، أطلق فلسطينيون في قطاع غزة قذيفة هاون أصابت منطقة مفتوحة في مجلس إشكول الإقليمي. ولم يبلغ عن وقوع إصابات أو أضرار.
في وقت مبكر من المساء، أطلق فلسطينيون صاروخ قسام سقط في منطقة مفتوحة في المجلس الإقليمي لساحل عسقلان، بالقرب من عسقلان. ولم يبلغ عن وقوع إصابات أو أضرار.
ردت إسرائيل على الهجمات خلال الليل بضربات جوية على أربعة مواقع في قطاع غزة: ثلاث غارات استهدفت أنفاق تهريب تحت الحدود مع مصر وضربة واحدة استهدفت سيارة أثناء انسحابها بالقرب من موقع يستخدمه الجناح العسكري لحركة حماس، حيث استهدفت اثنتان منها. أصيب الركاب. وقال المتحدث باسم الخدمات الطبية التي تديرها حماس أدهم أبو سلمية إن الرجلين مدنيان. فيما اعتبر شهود عيان أنهما مسلحان.
26 ديسمبر
في وقت متأخر من صباح اليوم، أطلق فلسطينيون في قطاع غزة صاروخين على مجلس إشكول الإقليمي. ولم يبلغ عن وقوع إصابات أو أضرار.
30 ديسمبر
بعد حلول الظلام، سقط صاروخ قسام أطلقه فلسطينيون في قطاع غزة على منطقة مفتوحة في مجلس إشكول الإقليمي. ولم يبلغ عن وقوع إصابات أو أضرار.